# Goerico di Metz
Goerico di Metz, in francese Goëry,  Goeric, Goericus, Goéry, chiamato anche Abbo o Abbone (565/575 – tra il 642 e il 647), è stato un vescovo franco.
Come Sigebaudo il 34º vescovo di Metz, egli proveniva dalla famiglia Ansbertina di Albi.
Per alcuni agiografi Goerico era figlio di Gamardo, fratello di Ansberto il senatore, e nipote di Tonantius Ferreolus.

## Biografia
Sposatosi, ebbe due figlie, Precia e Vittorina. Fu soldato e poi governatore della regione di Albi. Si è detto che fosse stato ufficiale al seguito di Dagoberto I, ma ciò pone problemi di date poiché Dagoberto divenne re nel 629, dopo che Goerico era già divenuto vescovo di Metz. Egli compare tuttavia nel testamento del re del 636 sotto il nome di Abbo.
Divenuto cieco, sarebbe stato miracolosamente guarito con l'apposizione di una pietra che aveva raccolto il sangue di Santo Stefano (un'altra tradizione vuole che la guarigione sia avvenuta durante un pellegrinaggio presso suo zio, Arnolfo di Metz, allora vescovo della diocesi, nella Cattedrale di Metz, dedicata proprio a santo Stefano protomartire). Per ringraziare Dio egli fece uso del proprio patrimonio per far erigere una chiesa a Metz dedicata a San Pietro, chiesa che andò distrutta nel 1755.
Fu ordinato sacerdote dallo zio Arnolfo, al quale succedette nel 627 (625 o 629) sulla cattedra vescovile di Metz.

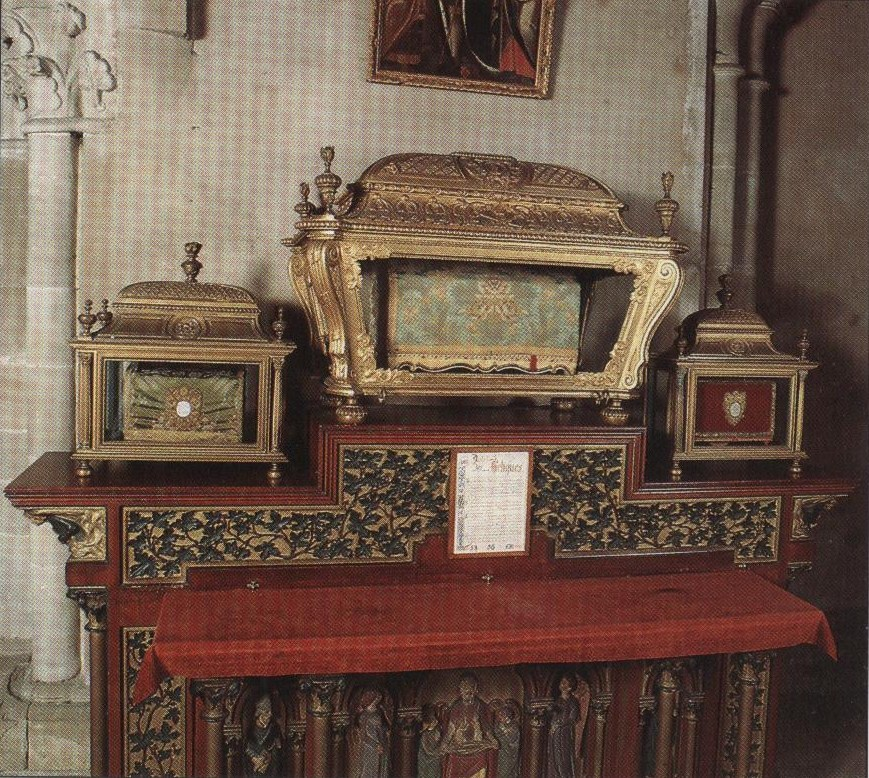
Reliquiari dei santi Goerico, Maurizio e Augero nella Basilica di San Maurizio ad Épinal, opera di F. Beurton nel 1791.

Divenuto vescovo, nel 641 fece traslare le reliquie del suo predecessore presso l'Abbazia dei Santi Apostoli di Metz e l'Abbazia di Épinal per i suoi due figli.
Egli intrattenne corrispondenza con il vescovo di Cahors, Didier, alcune lettere della quale sono giunte fino a noi.
Morì tra il 642 e il 647 e le sue reliquie furono poste nell'Abbazia di San Sinforiano a Metz.

## Culto
Venerato come santo, la sua Memoria liturgica cade il 19 settembre. Il 21 giugno 984 le sue reliquie (escluso il capo) furono traslate dall'Abbazia di San Sinforiano di Metz ad Épinal per consacrare l'Abbazia fondata su una cappella dedicata ai santi del VII secolo.
Per l'occasione intervennero il 27º (o il 28º) vescovo di Metz e Gerardo di Toul, l'uno per l'Abbazia fondata dal suo predecessore e l'altro poiché Épinal era nella sua diocesi. Questo evento viene localmente commemorato il 15 aprile poiché vi accadde un miracolo raccontato da Wildric verso il 1030: le casse contenenti le reliquie di Goerico erano state mal approntate e non si chiudevano quando una riduzione miracolosa fece riuscire l'operazione.
Goerico è il santo patrono di Épinal, che nel medioevo era un'importante meta di pellegrinaggi. Una tavola del 1725, conservata nella Basilica di San Maurizio ad Epinal rappresenta san Goerico attorniato dalle sue due figlie..

## Note

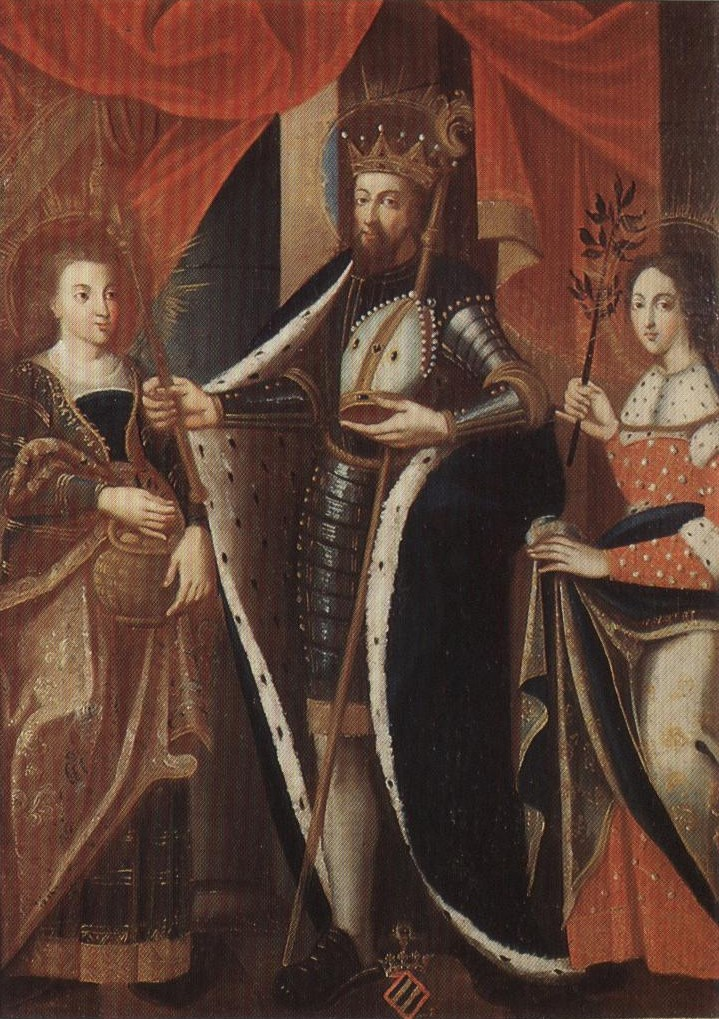
Santa Vittorina, San Goerico e Santa- Precia (da sinistra a destra) suoi figli.